# 5804 Bambinidipraga
5804 Bambinidipraga este un asteroid din centura principală de asteroizi.

## Descriere
5804 Bambinidipraga este un asteroid din centura principală de asteroizi. A fost descoperit pe 9 septembrie 1985 la Observatorul Kleť de Antonín Mrkos. Asteroidul prezintă o orbită caracterizată de o semiaxă mare de 2,42 ua, o excentricitate de 0,17 și o înclinație de 9,8° în raport cu ecliptica.